# Sonja Savić

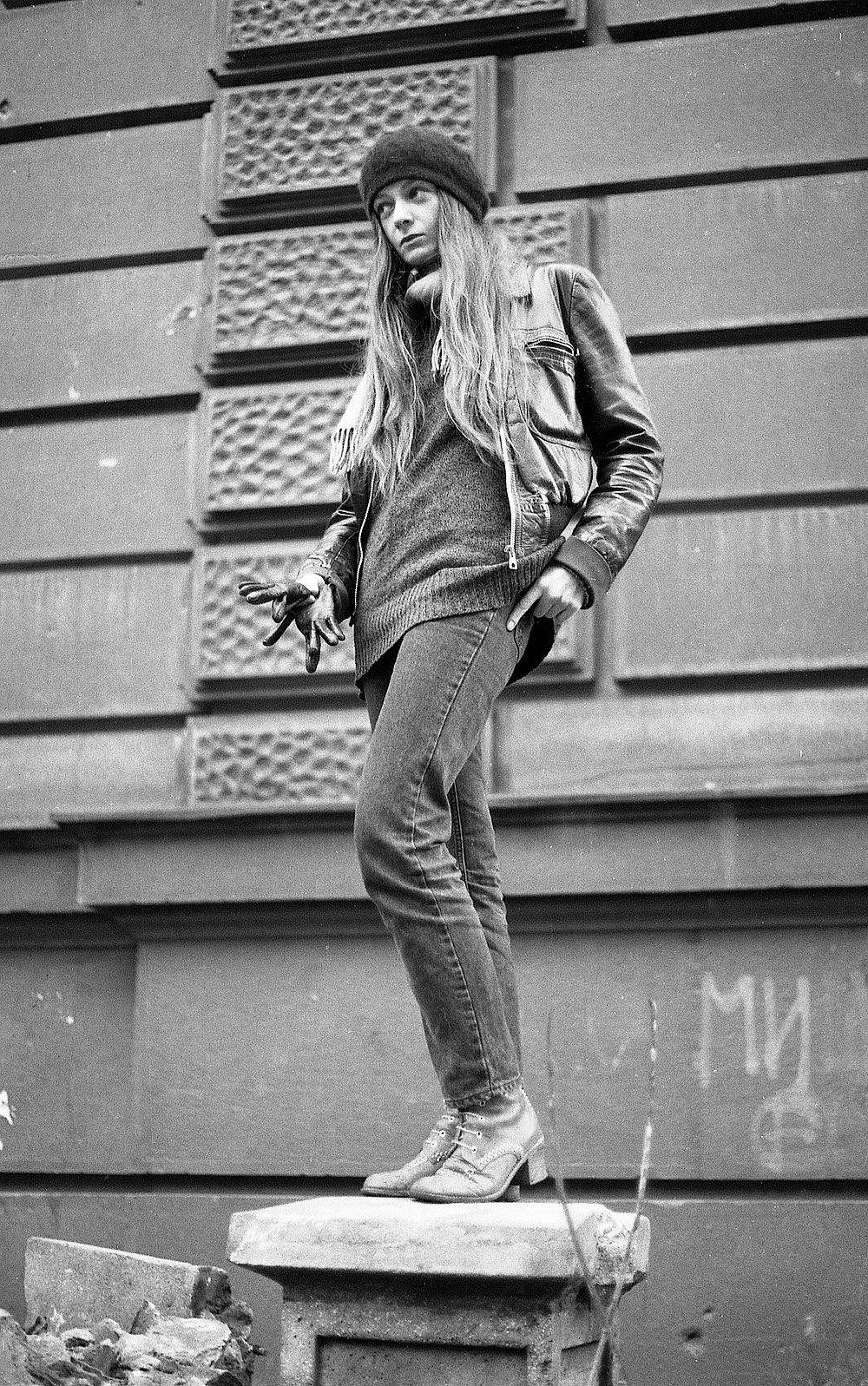
Sonja Savić in Belgrad (1995)

Sonja Savić (serbisch-kyrillisch Соња Савић, * 15. September 1961 in Čačak; † 23. September 2008 in Belgrad) war eine serbische Schauspielerin.
Sonja Savić zog im Kindesalter mit ihren Eltern nach Belgrad um und absolvierte dort die Volksschule sowie das Gymnasium. Sie war lange Jahre Mitglied der Kinderhörspielgruppe von Radio Belgrad, trat aber auch im Fernsehen in einigen Kinderprogrammen auf. Nach dem Abschluss des Gymnasiums begann sie ein Studium an der Hochschule für Theater und Kunst in Belgrad.
Im deutschsprachigen Raum ist ihre bekannteste Rolle die der Bürgermeistertochter Zlata in der Fernsehserie Die Rote Zora und ihre Bande. Sie gehörte zu den prominentesten und herausragendsten Schauspielerinnen ihres Landes und war mit zahlreichen Preisen und Auszeichnungen bedacht worden. So erhielt sie unter anderem auf den Filmfestspielen von Venedig eine lobende Erwähnung für ihre Rolle in dem Film Das Leben ist schön (1985). Sie starb an einer Überdosis Heroin.

## Filmografie (Auswahl)
- 1977: Casanova auf gepackten Koffern (Ljubavni zivot Budimira Trajkovica)
- 1977: Traum von einem Mädchen (Leptirov oblak)
- 1977: Begegnung mit der Liebe (Lude godine)
- 1979: Die Rote Zora und ihre Bande (Fernsehserie)
- 1982: Leben wie alle normalen Leute (Živeti kao sav normalan svet)
- 1983: Šećerna vodića
- 1984: Davitelj protiv davitelja
- 1984: Una
- 1985: Das Leben ist schön (Život je lep)
- 1987: Osuđeni
- 1988: Čavka
- 1989: Kako je propao rokenrol
- 1992: Mi nismo anđeli
- 1994: Urnebesna tragedija
- 1997: Tango je tužna misao koja se plese
- 1997: The Dark Side of the Sun
- 2001: Brot und Milch (Kruh in mleko)
- 2001: Virtualna stvarnost
- 2003: Donau, Duna, Dunaj, Dunav, Dunarea
- 2004: Zurka
- 2005: South by Southeast (Jug jugoistok)
- 2005: Odgrobadogroba